# Circonscriptions écossaises de Westminster de 1918 à 1950
Les dispositions de la Representation of the People Act 1918 comprenaient la réorganisation de la représentation à la Chambre des communes du Parlement du Royaume-Uni (Westminster), les nouvelles limites des circonscriptions étant utilisées pour la première fois lors des élections générales de 1918.
En Écosse la législation a défini 32 circonscriptions de burgh, 38 circonscriptions de circonscriptions de comté et une Circonscription universitaire. À l'exception de Dundee, qui était une circonscription à deux sièges (MPs), et la circonscription universitaire représentait des sièges pour trois MPs.

Circonscriptions écossaises de Westminster, 1918–1950.

Chacune des autres circonscriptions a élu un MP. Par conséquent, la législation prévoyait des sièges parlementaires pour un total de 74 MPs écossais.
Les circonscriptions définies par cette législation ont également été utilisées lors des élections générales de 1922, 1923, 1924, 1929, 1931, 1935 et 1945.
Pour les élections générales de 1950, de nouvelles limites ont été introduites en vertu du House of Commons (Redistribution of Seats) Act 1949.

## Circonscription de Burgh
| Burgh parlementaire                     | Contenu nominal du burgh parlementaire                                                                                          | Circonscription                         | Contenu de la circonscription                                             |
| --------------------------------------- | --- | --------------------------------------- | ------------------------------------------------------------------------- |
| Aberdeen                                | Comté de la city d'Aberdeen | North                                   | wards de Greyfriars, St Andrew, St Clement, St Machar, Torry, et Woodside |
| Aberdeen                                | Comté de la city d'Aberdeen | South                                   | wards de Ferryhill, Rosemount, Rubislaw, Ruthrieston, et St Nicholas      |
| Ayr District of Burghs                  | Burghs d'Ayr, Ardrossan, Irvine, Prestwick, Saltcoats, et Troon dans le comté d'Ayr                                             | Ayr District of Burghs                  | En tant que burgh parlementaire                                           |
| Dumbarton District of Burghs            | Burghs de Dumbarton et Clydebank dans le comté de Dumbarton                                                                     | Dumbarton District of Burghs            | En tant que burgh parlementaire                                           |
| Dundee                                  | Comté de la city de Dundee | Dundee, élisant deux MPs                | En tant que burgh parlementaire                                           |
| Dunfermline District of Burghs          | Burghs de Dunfermline, Cowdenbeath, Inverkeithing, et Lochgelly dans le comté de Fife                                           | Dunfermline District of Burghs          | En tant que burgh parlementaire                                           |
| Edinburgh                               | Comté de la city d'Edinburgh Burgh de Musselburgh dans le comté de Midlothian                                                   | Central                                 | George Square, St Giles', et St Leonard's wards du comté de la city       |
| Edinburgh                               | Comté de la city d'Edinburgh Burgh de Musselburgh dans le comté de Midlothian                                                   | East                                    | Conongate et Portobello wards du comté de la city Burgh de Musselburgh    |
| Edinburgh                               | Comté de la city d'Edinburgh Burgh de Musselburgh dans le comté de Midlothian                                                   | North                                   | Broughton, Calton, St Andrew's, et St Stephen's wards du comté de la city |
| Edinburgh                               | Comté de la city d'Edinburgh Burgh de Musselburgh dans le comté de Midlothian                                                   | South                                   | Merchiston, Morningside, et Newington wards du comté de la city           |
| Edinburgh                               | Comté de la city d'Edinburgh Burgh de Musselburgh dans le comté de Midlothian                                                   | West                                    | Dairy, Gorgie, Haymarket, et St Bernard's wards du comté de la city       |
| Glasgow                                 | Comté de la city de Glasgow | Bridgeton                               | wards de Carlton et Dalmarnock                                            |
| Glasgow                                 | Comté de la city de Glasgow | Camlachie                               | wards de Dennistoun, Mile-End, et Whitevale                               |
| Glasgow                                 | Comté de la city de Glasgow | Cathcart                                | wards de Cathcart, Govanhill, et Langside                                 |
| Glasgow                                 | Comté de la city de Glasgow | Central                                 | wards de Blythswood, Exchange, et Townhead                                |
| Glasgow                                 | Comté de la city de Glasgow | Gorbals                                 | wards de Gorbals et Hutchestontown                                        |
| Glasgow                                 | Comté de la city de Glasgow | Govan                                   | wards de Fairfield et Govan                                               |
| Glasgow                                 | Comté de la city de Glasgow | Hillhead                                | wards de Kelvinside et Partick East                                       |
| Glasgow                                 | Comté de la city de Glasgow | Kelvingrove                             | wards de Anderston, Park, et Sandyford                                    |
| Glasgow                                 | Comté de la city de Glasgow | Maryhill                                | wards de Maryhill, North Kelvin, et Ruchill                               |
| Glasgow                                 | Comté de la city de Glasgow | Partick                                 | wards de Partick West et Whiteinch                                        |
| Glasgow                                 | Comté de la city de Glasgow | Pollok                                  | wards de Camphill, Pollockshaws, et Pollockshields                        |
| Glasgow                                 | Comté de la city de Glasgow | St. Rollox                              | wards de Cowcadden et Woodside                                            |
| Glasgow                                 | Comté de la city de Glasgow | Shettleston                             | wards de Parkhead, and Settleston and Tollcross                           |
| Glasgow                                 | Comté de la city de Glasgow | Springburn                              | wards de Cowlairs, Provan, et Springburn                                  |
| Glasgow                                 | Comté de la city de Glasgow | Tradeston                               | wards de Kingston et Kinning Park                                         |
| Greenock                                | Burgh de Greenock dans le comté de Renfrew                                                                                      | Greenock                                | En tant que burgh parlementaire                                           |
| Kirkcaldy District of Burghs            | Burghs de Kirkcaldy, Buckhaven, Methil and Innerleven, Burntisland, Dysart et Kinghorn dans le comté de Fife                    | Kirkcaldy District of Burghs            | En tant que burgh parlementaire                                           |
| Leith                                   | Burgh de Leith dans le comté de Midlothian                                                                                      | Leith                                   | En tant que burgh parlementaire                                           |
| Montrose District of Burghs             | Burghs de Montrose, Arbroath, Brechin, et Forfar dans le comté de Forfar et le burgh de Inverbervie dans le comté de Kincardine | Montrose District of Burghs             | En tant que burgh parlementaire                                           |
| Paisley                                 | Burgh de Paisley dans le comté de Renfrew                                                                                       | Paisley                                 | En tant que burgh parlementaire                                           |
| Stirling and Falkirk District of Burghs | Burghs de Stirling, Falkirk, et Grangemouth dans le comté de Stirling                                                           | Stirling and Falkirk District of Burghs | En tant que burgh parlementaire                                           |

## Circonscriptions de comté
| Comté parlementaire             | Contenu nominal du comté parlementaire | Circonscription          | Contenu de la circonscription |
| ------------------------------- | --- | ------------------------ | --- |
| Aberdeen and Kincardine         | Comté d'Aberdeen sauf une partie du comté de la city d'Aberdeen dans le comté de Kincardine sauf partie du comté de la city d'Aberdeen dans le comté et le burgh d'Inverbervie | Central                  | Ellon, Garioch, et Huntly districts du comté d'Aberdeen Burghs de Ellon, Huntly, Inverurie, Kintore et Oldmeldrum dans le comté d'Aberdeen |
| Aberdeen and Kincardine         | Comté d'Aberdeen sauf une partie du comté de la city d'Aberdeen dans le comté de Kincardine sauf partie du comté de la city d'Aberdeen dans le comté et le burgh d'Inverbervie | Eastern                  | Deer et Turriff districts dans le comté d'Aberdeen Burghs de Fraserburgh, Peterhead, Rosehearty et Turriff dans le comté d'Aberdeen |
| Aberdeen and Kincardine         | Comté d'Aberdeen sauf une partie du comté de la city d'Aberdeen dans le comté de Kincardine sauf partie du comté de la city d'Aberdeen dans le comté et le burgh d'Inverbervie | Kincardine and Western   | Comté de Kincardine sauf le burgh d'Inverbervie et une partie du comté de la city d'Aberdeen dans les districts de Alford et Deeside du comté d'Aberdeen Burgh de Ballater dans le comté d'Aberdeen                                               |
| Argyll                          | Comté d'Argyll | Argyll                   | En tant que comté parlementaire |
| Ayr and Bute                    | Comté d'Ayr à l'exception des burghs d'Ardrossan, Ayr, Irvine, Prestwick, Saltcoats, et Troon Comté de Bute                                                                    | Bute and Northern        | Comté de Bute District du nord d'Ayr |
| Ayr and Bute                    | Comté d'Ayr à l'exception des burghs d'Ardrossan, Ayr, Irvine, Prestwick, Saltcoats, et Troon Comté de Bute                                                                    | Kilmarnock               | Kilmarnock district du comté d'Ayr Burghs de Darvel, Galston, Kilmarnock, et Newmilns and Greenholm dans le comté d'Ayr |
| Ayr and Bute                    | Comté d'Ayr à l'exception des burghs d'Ardrossan, Ayr, Irvine, Prestwick, Saltcoats, et Troon Comté de Bute                                                                    | South Ayrshire           | Districts d'Ayr et de Carrick du comté d'Ayr Burghs de Cumnock and Holmhead, Girvan, et Maybole dans le comté d'Ayr |
| Banff                           | Comté de Banff | Banff                    | En tant que comté parlementaire |
| Berwick and Haddington          | Comté de Berwick Comté de Haddington | Berwick and Haddington   | En tant que comté parlementaire |
| Caithness and Sutherland        | Comté de Caithness Comté de Sutherland | Caithness and Sutherland | En tant que comté parlementaire |
| Dumfries                        | Comté de Dumfries | Dumfries                 | En tant que comté parlementaire |
| Dumbarton                       | Comté de Dumbarton sauf les burghs de Dumbarton et Clydebank | Dumbarton                | En tant que comté parlementaire |
| Fife                            | Comté de Fife sauf les burghs de Dunfermline, Cowdenbeath, Inverkeithing, Lochgelly, Kirkcaldy, Buckhaven, Methil and Innerleven, Burntisland, Dysart, et Kinghorn             | Eastern                  | Districts de Cupar et St Andrew's Burghs de Anstruther Easter, Anstruther Wester, Auchtermuchty, Crail, Cupar, Earlsferry, Elie, Falkland, Kilrenny, Ladybank, Leven, Newburgh, Newport, Pittenweem, St Andrews, et Tayport.                      |
| Fife                            | Comté de Fife sauf les burghs de Dunfermline, Cowdenbeath, Inverkeithing, Lochgelly, Kirkcaldy, Buckhaven, Methil and Innerleven, Burntisland, Dysart, et Kinghorn             | Western                  | District de Dunfermline et partie du district de Kirkcaldy Burghs de Culross, Leslie, et Markinch |
| Forfar                          | Comté de Forfar à l'exception du comté de la city de Dundee et des burghs de Montrose, Arbroath, Brechin, et Forfar                                                            | Forfar                   | En tant que comté parlementaire |
| Galloway                        | Comté de Kirkcudbright Comté de Wigtown | Galloway                 | En tant que comté parlementaire |
| Inverness and Ross and Cromarty | Comté d'Inverness Comté de Ross and Cromarty | Inverness                | Comté d'Inverness à l' exception des districts des Hébrides extérieures (Harris, North Uist, et South Uist) |
| Inverness and Ross and Cromarty | Comté d'Inverness Comté de Ross and Cromarty | Ross and Cromarty        | Comté de Ross et Cromarty sauf district des Hébrides extérieures district (Lewis) et burgh (Stornoway) |
| Inverness and Ross and Cromarty | Comté d'Inverness Comté de Ross and Cromarty | Western Isles            | Districts des Hébrides extérieures (Harris, North Uist, et South Uist) du comté d'Inverness District des Hébrides extérieures (Harris) du comté de Ross et Cromarty Burgh des Hébrides extérieures de Stornoway dans le comté de Ross et Cromarty |
| Lanark                          | Comté de Lanark sauf le comté de la city de Glasgow et autant du burgh de Renfrew que dans le parish de Govan                                                                  | Bothwell                 | Partie du district de Middle Ward |
| Lanark                          | Comté de Lanark sauf le comté de la city de Glasgow et autant du burgh de Renfrew que dans le parish de Govan                                                                  | Coatbridge               | Burghs de Airdrie et Coatbridge |
| Lanark                          | Comté de Lanark sauf le comté de la city de Glasgow et autant du burgh de Renfrew que dans le parish de Govan                                                                  | Hamilton                 | Partie du district de Middle Ward Burgh de Hamilton |
| Lanark                          | Comté de Lanark sauf le comté de la city de Glasgow et autant du burgh de Renfrew que dans le parish de Govan                                                                  | Lanark                   | District d'Upper Ward et partie du district de Middle Ward Burghs de Biggar et Lanark |
| Lanark                          | Comté de Lanark sauf le comté de la city de Glasgow et autant du burgh de Renfrew que dans le parish de Govan                                                                  | Motherwell               | Partie du district de Middle Ward Burghs de Motherwell et Wishaw |
| Lanark                          | Comté de Lanark sauf le comté de la city de Glasgow et autant du burgh de Renfrew que dans le parish de Govan                                                                  | Northern                 | Une partie du district de Lower Ward et une partie du district de Middle Ward |
| Lanark                          | Comté de Lanark sauf le comté de la city de Glasgow et autant du burgh de Renfrew que dans le parish de Govan                                                                  | Rutherglen               | Une partie du district de Lower Ward et une partie du district de Middle Ward Burgh de Rutherglen |
| Linlithgow                      | Comté de Linlithgow | Linlithgow               | En tant que comté parlementaire |
| Midlothian and Peebles          | Comté de Midlothian à l'exception du comté de la city de Edinburgh et burghs de Leith et Musselburgh Comté de Peebles                                                          | Northern                 | Districts de Calder et Suburban et une partie du district de Lasswade du comté de Midlothian |
| Midlothian and Peebles          | Comté de Midlothian à l'exception du comté de la city de Edinburgh et burghs de Leith et Musselburgh Comté de Peebles                                                          | Peebles and Southern     | Comté de Peebles Gala Water district et partie du district de Lasswade du comté de Midlothian Burghs de Bonnyrigg, Lasswade, et Penicuik dans le comté de Midlothian                                                                              |
| Moray and Nairn                 | Comté de Moray Comté de Nairn | Moray and Nairn          | En tant que comté parlementaire |
| Orkney and Zetland              | Comté d'Orkney Comté de Zetland | Orkney and Zetland       | En tant que comté parlementaire |
| Perth and Kinross               | Comté de Perth Comté de Kinross | Kinross and Western      | Comté de Kinross Central, Highland et Western districts du comté de Perth Burghs de Aberfeldy, Auchterarder, Callander, Crieff, Doune et Dunblane dans le comté de Perth                                                                          |
| Perth and Kinross               | Comté de Perth Comté de Kinross | Perth                    | Blairgowrie et districts de Perth du comté de Perth Burghs de Abernethy, Alyth, Blairgowrie, Coupar Angus, Perth, et Rattray dans le comté de Perth                                                                                               |
| Renfrew                         | Comté de Renfrew sauf les burghs de Greenock et Paisley Autant de burgh de Renfrew que de parish de Govan dans le comté de Lanark                                              | Eastern                  | Upper district Burghs de Barrhead et Renfrew |
| Renfrew                         | Comté de Renfrew sauf les burghs de Greenock et Paisley Autant de burgh de Renfrew que de parish de Govan dans le comté de Lanark                                              | Western                  | Burghs du district inférieur de Gourock, Johnstone, et Port Glasgow |
| Roxburgh and Selkirk            | Comté de Roxburgh Comté de Selkirk | Roxburgh and Selkirk     | En tant que comté parlementaire |
| Stirling and Clackmannan        | Comté de Stirling à l' exception des burghs de Stirling, Falkirk et Grangemouth Comté de Clackmannan                                                                           | Clackmannan and Eastern  | Comté de Clackmannan District oriental du comté de Stirling |
| Stirling and Clackmannan        | Comté de Stirling à l' exception des burghs de Stirling, Falkirk et Grangemouth Comté de Clackmannan                                                                           | Western                  | Districts du centre et de l'ouest du comté de Stirling Burghs de Bridge of Allan, Denny and Dunipace, et Kilsyth dans le comté de Stirling |

## Circonscriptions universitaires
| Circonscription                                     | Contenu                                                     |
| --------------------------------------------------- | ----------------------------------------------------------- |
| Universités écossaises combinées, élisant trois MPs | Université d'Aberdeen, Edinburgh, Glasgow, et de St Andrews |